# Фаннетт Тауншип (округ Франклін, Пенсільванія)
Фаннетт Тауншип (англ. Fannett Township) — селище (англ. township) в США, в окрузі Франклін штату Пенсільванія. Населення — 2483 особи (2020).

## Демографія
Згідно з переписом 2010 року, у селищі мешкало 2548 осіб у 877 домогосподарствах у складі 655 родин. Було 1068 помешкань
Расовий склад населення:
| - 98,7 % — білих - 0,2 % — чорних або афроамериканців - 0,2 % — азіатів |

До двох чи більше рас належало 0,5 %. Частка іспаномовних становила 0,6 % від усіх жителів.
За віковим діапазоном населення розподілялося таким чином: 29,7 % — особи молодші 18 років, 55,9 % — особи у віці 18—64 років, 14,4 % — особи у віці 65 років та старші. Медіана віку мешканця становила 35,8 року. На 100 осіб жіночої статі у селищі припадало 97,1 чоловіків;  на 100 жінок у віці від 18 років та старших — 98,1 чоловіків також старших 18 років.
Середній дохід на одне домашнє господарство  становив 54 811 долар США (медіана — 49 038), а середній дохід на одну сім'ю — 60 973 долари (медіана — 60 250). Медіана доходів становила 44 055 доларів для чоловіків та 34 375 доларів для жінок. За межею бідності перебувало 28,1 % осіб, у тому числі 45,0 % дітей у віці до 18 років та 21,4 % осіб у віці 65 років та старших.
Цивільне працевлаштоване населення становило 1074 особи. Основні галузі зайнятості: освіта, охорона здоров'я та соціальна допомога — 21,8 %, виробництво — 15,5 %, будівництво — 14,9 %.